# SIC Notícias
A SIC Notícias é um canal de televisão português que transmite programação jornalística. Criado em 8 de janeiro de 2002, foi o primeiro canal português de informação. 
O canal está disponível mediante assinatura, nas quatro plataformas portuguesas, e gratuitamente, através do site e da aplicação da SIC Notícias (onde desde 2023 também é possível ouvir uma emissão áudio do canal), embora neste último caso a emissão não seja apresentada na íntegra, devido a motivos relacionados com direitos de emissão.

## Capital
O capital da SIC Notícias é detido a 100% pelo Grupo Impresa. Em 2013, o canal dispunha de um orçamento de 24 440 350 euros.
Composição do Capital da Entidade Proprietária:
- Impresa – 51%
- Impresa Serviços II – 49%

## História
CNL
O CNL (Canal de Notícias de Lisboa), inaugurado a 15 de setembro de 1999, foi o primeiro canal português de temática regional e essencialmente informativa a transmitir por cabo e satélite. Este canal generalista abordava principalmente a região de Lisboa.
SIC Notícias
A 8 de janeiro de 2001, o CNL foi substituído pela SIC Notícias, que começou as suas emissões nesse dia. O canal foi apresentado como um sucessor do CNL, sendo que, durante vários anos podia ver-se, em letras minúsculas, a sigla "CNL" por debaixo do logótipo da SIC Notícias. Foi o primeiro canal de televisão português a emitir blocos informativos a todas as horas certas (ou seja, 24 vezes por dia) e o segundo canal temático e por subscrição da SIC, depois da SIC Gold.

### Capital
O capital da SIC Notícias é detido a 100% pelo Grupo Impresa. Em 2013, o canal dispunha de um orçamento de € 24.440.350
Aquando do início das suas emissões, a SIC Notícias era detida a 60% pela SIC e a 40% pela  ZON TV Cabo. A 27 de fevereiro de 2009, a SIC comprou os 40% anteriormente detidos pela ZON TV Cabo, convertendo-se, assim, no único proprietário da SIC Notícias.
Quanto à distribuição da SIC Notícias, em Portugal o canal está disponível na posição 5 da NOS, da Nowo, da MEO e da Vodafone, ou seja, em todas as plataformas de televisão de subscrição no país. A SIC Notícias também está disponível online.
No final de 2003, a emissão da SIC Notícias ficou disponível via satélite em Angola e Moçambique. EM 2006, a SIC Notícias passou a ser transmitida nos Estados Unidos, Cabo Verde e Suíça. Em março de 2013, chegou também ao Canadá. Em maio do mesmo ano, começam as transmissões do canal na Austrália e França. Em 2013, já existia o objetivo de alargar a emissão da SIC Notícias o Brasil, ambição que, à data de janeiro de 2019, ainda não se havia concretizado.
A 6 de outubro de 2016, começaram as emissões em HD, com a SIC Notícias HD.

## Direção
- Diretor de Informação:
  - Bernardo Ferrão
- Diretores Adjuntos de Informação:
  - José Gomes Ferreira
  - Marta Brito dos Reis
- Subdiretores de Informação:
  - Martim Silva
  - Patrícia Moreira

## Blocos informativos
Bloco da manhã
- Edição da Manhã:  Com apresentação de Mónica Martins/ Cláudio França e Mariana Lourenço
- SIC Notícias Manhã: Com apresentação de Marta Atalaya e João Moleira
- Jornal SIC Notícias: Com apresentação de Miguel Ribeiro

Bloco da tarde
- SIC Notícias Direto: Com apresentação de Sara Tainha ou Diogo Martins
- Jornal do Dia: Com apresentação de Teresa Dimas

Bloco da noite
- Grande Edição: Com apresentação de Ana Patrícia Carvalho

Fim de semana
- Jornal de Sábado: Rodrigo Pratas ou Rosa de Oliveira Pinto
- Jornal de Domingo: Rodrigo Pratas ou Rosa de Oliveira Pinto
- SIC Notícias Sábado
- SIC Notícias Domingo

## Programas
Além dos blocos de notíciosos que dão hora a hora, o canal oferece também edições especiais e programas temáticos para reflexão e conhecimento com destaques especiais sobre: economia, saúde, grandes entrevistas, show business, documentários/relatórios internacionais, automóveis, música/espetáculos artístico-culturais, tecnologia/novas médias, e desporto.

## Pivôs Atuais
O canal conta com aproximadamente 30 profissionais a apresentar programas. Uma grande parte já trabalhava na SIC antes da SIC Notícias ser lançada oficialmente.
| - Ana de Freitas - Ana Patrícia Carvalho - Ana Peneda Moreira - António Reis - Augusto Madureira - Bento Rodrigues - Bernardo Ferrão - Clara de Sousa - Cristina Freitas - Cláudio Bento França - Diogo Martins - Fernanda de Oliveira Ribeiro - Gonçalo Giestas - Guilherme Simões - Joana Costa e Sousa - João Abreu - João Carlos Moleira - José Gomes Ferreira - Liliana Carvalho - Luís Marçal - Marta Atalaya - Miguel Franco de Andrade - Miguel Ribeiro - Mónica Martins - Nelma Serpa Pinto - Paulo Garcia - Paulo Nogueira | - Ricardo Costa - Rita Neves - Rodrigo Guedes de Carvalho - Rodrigo Pratas - Rosa de Oliveira Pinto - Sara Tainha - Sílvia Lima Rato - Teresa Dimas |

## Espaços de comentário
Tal como outros canais noticiosos portugueses, a SIC Notícias possui vários espaços de comentário. No final de maio de 2025 - e na sequência das eleições legislativas portuguesas desse ano, em que a Coligação PSD/CDS (AD), o Chega e a Iniciativa Liberal (IL) juntos conseguiram eleger 160 dos 230 deputados da Assembleia da República -, a SIC Notícias anunciou um novo espaço de comentário apenas com comentadores do espaço da direita política, chamado Linhas Direitas. O espaço, que contará com a participação Carlos Guimarães Pinto (IL), Cristina Rodrigues e Miguel Morgado (PSD ) - sendo que apenas Miguel Morgado já era comentador habitual do canal - e que estreará no dia 4 de junho, substituirá o espaço Linhas Vermelhas, que contava com a participação de Catarina Martins  (Bloco de Esquerda ) e Cecília Meireles  (CDS-PP ). Linhas Direitas será o primeiro espaço assumidamente apenas com comentadores de direita da televisão portuguesa.

## Identidade visual

### Logótipo

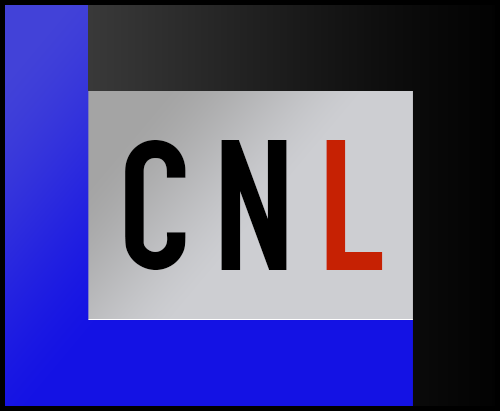
Logo do extinto CNL entre 15 de setembro de 1999 e 8 de janeiro de 2001.

O logótipo da SIC Notícias mostra o nome do canal com uma esfera a representar o planeta Terra tendo em vermelho os continentes, inicialmente, a esfera era rodeada de anéis transparentes. Ao longo dos anos, o logo tem sofrido alterações mas deixando o mesmo princípio com a esfera e as cores avermelhadas e cinzentas. Na versão de 2011 pode-se ver um ligeiro 3D no tipo de letra assim como um degradé radial entre o cinzento e o branco. Na versão lançada em janeiro de 2016, o princípio resta o mesmo mas com um degradé radial mais suave podendo se notar discretamente a cor branca na primeira versão do logótipo (preta). A 6 de outubro foi adicionado no canto superior direito a sigla HD significando que o canal está em alta definição. A versão branca do mesmo, é semelhante à versão preta, mas com um degradé entre o cinzento claro e o branco mas mais centrado.

### Slogan
- 2001 - 2011 | O mundo em directo (AO90: O mundo em direto)
- 2016 (especial) | Liberdade de Expressão
- 2011 - 2023 | Os seus olhos no mundo
- 2021 - 2023 (alternativo) | Os seus olhos no futuro
- 2023 - | O destino da informação

### Estúdio principal
O estúdio é um estúdio de notícias 24 horas com combinação de cenografia Real e Virtual. A tecnologia da ORAD utiliza tracking com total liberdade de movimento de câmara, para produção continua da SIC Notícias. O sistema é utilizado em diversos programas tais como Negócios da Semana, Expresso da Meia-Noite, Cartaz, Tempo Extra... O estúdio está situado na sede da SIC em Paço de Arcos.

### SIC Notícias HD
Depois da passagem ao formato 16:9 a 3 de outubro de 2015, a 6 de outubro de 2016, é anunciado que a generalidade dos canais SIC passariam à alta definição (HD) colocando assim a SIC Notícias em alta definição.

Por enquanto apenas alguns programas, separadores e publicidade são emitidos nesse formato deixando os espaços informativos em direto em 16:9 SD. O canal está disponível na posição 305 das operadoras nacionais NOS, MEO e Nowo.

### Grafismo
2001 - 2011

Nos primeiros 10 anos, a SIC Notícias apresentava um grafismo com tons de vermelho nos seus separadores de publicidade e a partir de 2004 com tons de azul e vermelho. Nos separadores, o logótipo aparecia com uma animação desvanecida e com o planeta Terra branco e vermelho rotativo.
2011 - 2011

Renovação total do grafismo em 2011 com separadores com fundos brancos, o logótipo do canal também é renovado. Os genéricos dos principais jornais e edições são agora uniformizados com apenas um tipo de modelo gráfico; apenas as cores dos mesmo mudam de acordo com a hora do dia. O estúdio também foi renovado nessa altura.
2016 - 2019

Em 2016 o grafismo de 2011 sofreu algumas alterações nomeadamente nos separadores e continuidade. A Edição da Noite foi renovada em julho do mesmo ano alterando os oráculos e mudado o logótipo on-air (DOG) do canto superior direito para o canto inferior direito juntamente com os oráculos, o genérico também foi alterado.
2021 - 2023

A partir de 4 de janeiro de 2021 e com a celebração do vigésimo aniversario da estação, os genéricos das principais edições e jornais foram alterados tendo uma nova imagem e sonoridade.
2023-Presente
Dia 9 de outubro de 2023, o canal mudou-se de logo e grafismo, o logotipo de 2021 sofreu alterações ao canal de notícias da SIC, aconteceu às 6:00 da manhã com o Regresso da Edição da Manhã. O logotipo em pantalha (DOG) utiliza sem relógio com os blocos em simultâneo com a SIC, no Jornal da Noite (diariamente) e Primeiro Jornal (fim de semana)
- Andorra
- Angola
- Cabo Verde | Boom Tv e Cabo Verde Multimédia
- Canadá | FPTV, Rogers e Bell
- Estados Unidos | GLOBAL MEDIA INC. e Dish Network
- França | Free, SFR, Orange e Numericable
- Luxemburgo | Tango Generation
- Moçambique | DStv, ZAP, tvcabo e StarTimes
- Suíça  | Upc Cablecom e Sunrise

### Canais associados/afiliados
Os seguintes canais fornecem imagens ao canal:
- Reino Unido: Sky News
- Itália: Sky TG24
- França: BFM TV
- Brasil: Globo, Record e Band

## Plataformas digitais

### Online
A SIC Notícias dispõe de um site atualizado diariamente em sicnoticias.pt. No site podemos encontrar várias categorias de informação como Últimas Notícias, País, Mundo, Economia, Desporto, Saúde e Bem Estar, Cultura, Especiais, Infografias ; assim como diversas reportagens e vídeos que são colocados diariamente no site depois da difusão dos mesmos no canal sobre o mundo e opiniões de comentadores da SIC. O site também permite ver quais os programas emitidos no canal e a que horas utilizando o guia TV.

##### #PRIMEO mundo em dois minutos.
Lançado a 14 de julho de 2016, o SIC Notícias PRIME é o primeiro noticiário online em vídeo. É Apresentado por Diana Duarte diariamente, antes das 9h e antes das 13h. Nessa altura, a estratégia de comunicação passava pela partilha do vídeo nos canais online da SIC Notícias, mas também em outros órgãos de comunicação do grupo Impresa (como o Expresso e a Visão, por exemplo).

### Redes sociais
Com presença nas redes sociais, a SIC Notícias possui diversas contas em vários sites sociais como o Facebook,X e Instagram.

### Aplicações
A SIC Notícias está também presente no mobile e tablet com as aplicações em Android, iOS e Windows Mobile.

## Audiências
Durante grande parte da década de 2000, a SIC Notícias afirmou-se como o canal por subscrição mais visto em Portugal. No universo dos canais por subscrição, a SIC Notícias sempre se destacou como o canal de informação mais visto pelos portugueses desde o seu lançamento, alcançando uma quota de mercado média de 2,2% de share, em dados Live + Vosdal. A SIC Notícias foi em março de 2016, em dados Live o canal mais visto de todo o universo dos canais por subscrição em Portugal. A SIC Notícias já era o canal de informação mais visto do universo dos canais por subscrição, batendo os concorrentes TVI24 e RTP3, mas em março tornou-se em dados Live o canal mais visto, ao bater o Hollywood. Surgem depois em dados Live os canais CMTV, TVI24, Disney Channel, Panda e Fox. Em meados da década de 2010, a CMTV - canal cuja programação é essencialmente informativa, apesar de ser um canal generalista - ultrapassa a SIC Notícias. Com o lançamento da CNN Portugal, em novembro de 2021, a SIC Notícias passa a ser habitualmente o terceiro canal noticioso português mais visto, ficando apenas à frente da RTP3.
| 2001 | 2002 | 2003 | 2004 | 2005 | 2006 | 2007 | 2008 | 2009 | 2010 | 2011 | 2012 | 2013 | 2014 | 2015 | 2016 |
| ---- | ---- | ---- | ---- | ---- | ---- | ---- | ---- | ---- | ---- | ---- | ---- | ---- | ---- | ---- | ---- |
| 1%   | 1,3% | 1,8% | 1,7% | 1,8% | 1,6% | 1,7% | 1,7% | 2%   | 2,1% | 2,5% | 2.3% | 1,9% | 1,7% | 1,9% | 2,1% |

## Novas instalações da SIC e SIC Notícias
O Grupo Impresa, dona da SIC e SIC Notícias, vai dar início, até ao final de 2016, ao projeto de expansão do edifício São Francisco de Sales, agora denominado Edifício Imprensa, em Paço de Arcos, que em 2018 acolherá todas as áreas do grupo. O grupo fundado por Francisco Pinto Balsemão funcionará, pela primeira vez, num mesmo espaço, deixando a SIC as instalações de Carnaxide. Assim sendo, e assinado um acordo com a Câmara Municipal de Oeiras, a SIC mudará para Paço de Arcos. No final de 2017, a nova ala está pronta para receber o canal de televisão, até agora em Carnaxide.
Desde 27 de janeiro de 2019, a rede e todo o Universo SIC, é transferido para o Edifício São Francisco de Sales, após 750 dias de espera, deixando para trás mais de 26 anos no antigo prédio de Carnaxide

## Distinções
Troféus de Televisão TV 7 Dias
| Ano  | Prémio                   | Trabalho      | Resultado |
| ---- | ------------------------ | ------------- | --------- |
| 2010 | Melhor Programa Cultural | 35 Milímetros | Venceu    |

## Sistema de classificação
A RTP, a SIC a e TVI utilizam uma sinalização de emissão que foi criada a 20/02/2012, visando proporcionar aos consumidores de televisão um guia de escolha de programação adequada à sua idade e, aos educadores, uma orientação sobre o visionamento de programas. A presente versão do documento está em vigor desde 1 de julho de 2014. 
|  | Nível 1 - TODOS \| Programas destinados a todos os públicos. |  |  | Nível 2 - 10AP \| Programas destinados a espectadores com 10 ou mais anos de idade, sendo recomendável o aconselhamento por parte dos pais em caso de assistência por espectadores com menos de 10 anos de idade. |  |  | Nível 3 - 12AP \| Programas destinados a espectadores com 12 ou mais anos de idade, sendo recomendável o aconselhamento por parte dos pais em caso de assistência por espectadores com menos de 12 anos de idade. |  |  | Nível 4 - 16 \| Programas destinados a espectadores com 16 ou mais anos de idade. O conteúdo destes programas pode revelar-se suscetível de influir de modo negativo na formação da personalidade de crianças e adolescentes. |  |